# Kangchenjunga
Pour les articles homonymes, voir Kanchenjunga (homonymie).
Le Kangchenjunga (appelé aussi Kanchenjunga, Kangchen Dzö-nga, Kachendzonga, Kintchindjinga ou Kangchanfanga) est un sommet de l'Himalaya, sur la frontière indo-népalaise, à l'est du Népal, entre le district de Taplejung et l'État indien du Sikkim où il peut être vu notamment de la capitale Gangtok. Son altitude de 8 586 mètres le classe troisième sommet le plus haut sur Terre, après l'Everest et le K2, et fait du Kangchenjunga le point culminant de l'Inde. Jusqu'en 1852, il fut considéré comme le plus haut sommet du monde.

## Toponymie
Kangchenjunga signifie « les cinq trésors des neiges » en tibétain, car il compte cinq sommets, dont quatre de plus de 8 450 m d'altitude. Il est appelé Sewalungma (सेवालुन्ग्मा) en limbou (une des langues tibéto-birmanes), ce qui signifie « la montagne à laquelle on offre les remerciements ». Sewalungma est considéré comme sacré dans la religion kiranti. Kangchenjunga est l'appellation officielle adoptée par Douglas Freshfield, Alexander Mitchell Kellas et la Royal Geographical Society.

## Géographie
Le Kangchenjunga est plus qu’un sommet, il forme toute une chaîne de sommets satellites reliés entre eux par des arêtes enneigées ou glacées qui se déploient vers le sud. Malgré sa signification, il ne comporte que quatre sommets majeurs : le sommet sud (8 490 m), le sommet central (8 496 m), le sommet principal au nord (8 586 m), qui est relié au sommet Ouest ou Yalung Kang (8 505 m). À la base de la face est débute le glacier de Zemu, plus grand glacier de l'est de l'Himalaya.
Le Kangchenjunga est au centre du massif éponyme situé à cheval entre le Népal et l'Inde (Sikkim). La ligne de crête principale, orientée nord-sud, constitue la frontière entre les deux pays. Les sommets de cette crête sont : le pic Langpo (sv) (6 958 m), le Pathibara (de) (7 123 m), le Kirat Chuli (en) (7 365 m), le pic Népal (de) (7 177 m), le Gimmigela Chuli (7 350 m) et le Kabru (7 412 m).
Côté népalais, a été créée l'aire de conservation de Kanchenjunga avec le Drohmo (de) (6 881 m), le Ramthang Chang (6 802 m), le Kangbachen (de) (7 902 m) et le Jannu (7 771 m).
Le parc national de Khangchendzonga au Sikkim a comme principaux sommets non frontaliers le Siniolchu (6 888 m), le Simvo (de) (6 812 m) et le Pandim (6 691 m).

## Histoire

### Mesure de l'altitude
En 1848, le colonel Andrew Waugh mesure le Kangchenjunga à 28 178 pieds (8 588 m), qui semble légèrement plus haut que les mesures du Dhaulagiri, qui, lui, était le plus haut sommet avant le calcul du Kangchenjunga. Ce qui en faisait le sommet le plus haut du monde pendant un moment.

### Exploration et premières tentatives d'ascension
- 1899 - Exploration menée par Douglas William Freshfield avec E. Garwood, Ange Maquignaz[2] et Vittorio Sella.
- 1905 - Première tentative jusqu'à 6 500 mètres par une expédition menée par Aleister Crowley accompagné notamment par Jules Jacot-Guillarmod. Celle-ci entraîne la mort d'un alpiniste et de trois porteurs.
- 1907-1912 - Quatre campagnes d'exploration menées par Alexander Mitchell Kellas (1907, 1909, 1911 et 1912).
- 1929 - L'Américain E.F. Farmer tente seul l'ascension mais trouve la mort au cours de cette entreprise.
- 1929 - Une expédition allemande dont fait partie Peter Aufschnaiter atteint 7 400 mètres par l'arête nord-est située au-dessus du glacier de Zemu, mais cette tentative est stoppée par le mauvais temps.
- 1930 - L'expédition internationale conduite par Günter Dyhrenfurth avec Frank Smythe échoue à 6 400 mètres d'altitude.
- 1931 - Après l'établissement de onze camps, l'altitude de 8 000 mètres est presque atteinte par l'expédition allemande emmenée par Paul Bauer qui renonce en raison du mauvais temps et de la fatigue.

### Ascensions
- 1955 - La première ascension est réussie le 25 mai, par George Band et Joe Brown lors d'une expédition dirigée par Charles Evans[3]
- 1978 - Première ascension du sommet sud (Kangchenjunga II), par une expédition polonaise[4]
- 1983 - Première ascension en solitaire et sans oxygène, par le Français Pierre Beghin[5]
- 1984 - Première ascension féminine sans oxygène par Laurence de la Ferrière.
- 1986 - Première ascension hivernale, le 11 janvier, par Krzysztof Wielicki et Jerzy Kukuczka lors d'une expédition polonaise[4]
- 1991 - Marija Frantar et Jože Rozman tentent la première ascension féminine mais leurs corps seront retrouvés en dessous du mur sommital[6]. Andrej Štremfelj et Marko Prezelj ouvrent une voie dans le pilier sud qui est récompensée par un Piolets d'or[7].
- 1992 - Wanda Rutkiewicz meurt après avoir refusé de faire demi-tour devant le mauvais temps[8]
- 1995 - Erhard Loretan devient le troisième homme à boucler les 14 sommets de plus de 8 000 mètres d'altitude[9]
- 1995 - Benoît Chamoux, Pierre Royer et leur guide Sherpa disparaissent sous le sommet[9]
- 1998 - Ginette Harrison devient la première femme à atteindre le sommet par la face nord[10].

## Culture populaire

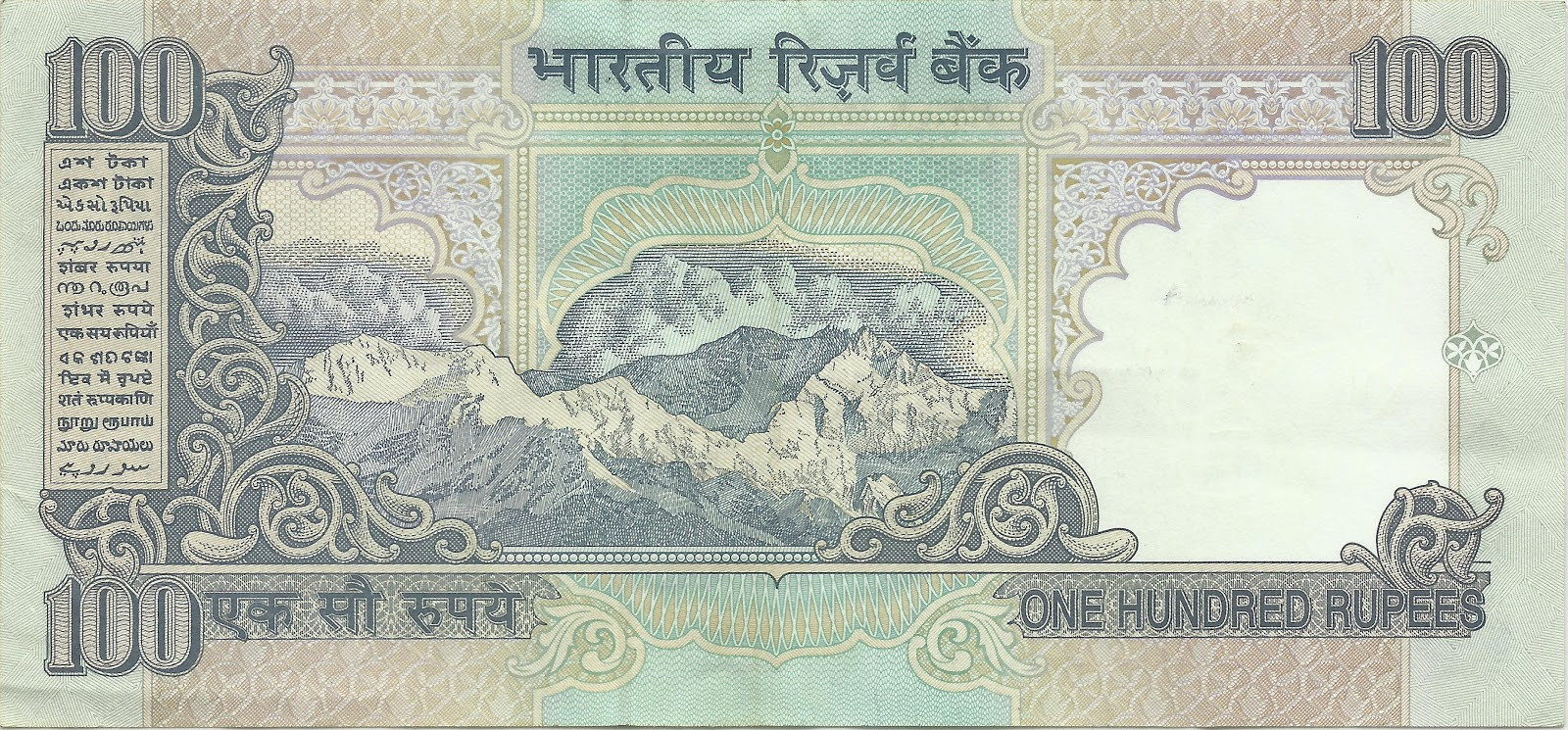
Le revers d'un billet de 100 roupies indiennes de la série Mahatma Gandhi.

Kangchenjunga est le nom d'un Boeing 707-437 d'Air India qui s'est écrasé sur le mont Blanc le 24 janvier 1966 lors du vol 101 Air India. 117 passagers et l'équipage sont morts dans l'accident.
Le massif du Kangchenjunga illustre le revers des anciennes émissions de billets de 100 roupies indiennes, dites de la série Mahatma Gandhi, produites entre 1996 et 2017 et toujours en circulation.